# The Abominable Bride
"The Abominable Bride" é um episódio especial lançado entre o final da terceira e início da quarta temporada da série de televisão da BBC: Sherlock.

## Filmagens
As filmagens ocorreram em Tyntesfield House, uma propriedade do National Trust em Wraxall, perto de Bristol. Cenas também foram feitas nos porões de Colston Hall e no cemitério Arnos Vale em Bristol, e outros locais em Bath, Somerset. Tyntesfield foi usado principalmente como a casa de Sir Eustace, mas também a casa de Londres dos Watsons. A cena final do episódio coloca diante de um possível conceito de que todas as séries em seu ambiente moderno são realmente fora da Victorian Holmes Mind Palace. Mark Gatiss declarou que:

## Citação
Moriarty afirmando que "Não há nada de novo sob o sol. Tudo foi feito antes" vem de "A Study in Scarlet", de Arthur Conan Doyle. Também é encontrada na Bíblia em Eclesiastes 1:9.

## Recepção
No Reino Unido, "The Abominable Bride" alcançou uma grande audiência durante a noite, marcando mais de 8,4 milhões de espectadores no dia de Ano Novo para BBC One. A classificação consolidada oficial depois de sete dias foi 11.6 milhões telespectadores tornando-se o programa mais visto da semana no Reino Unido. O episódio foi transmitido no horário nobre da BBC One, PBS e OTE Cinema 4 HD e no Reino Unido foi exibido em 100 cinemas em todo o país. Em uma versão especial estendida com vinte minutos de cenas adicionais, incluindo um set de visitas da 221B Baker Street com o produtor executivo Moffat e uma curto making-of com Cumberbatch e Freeman, "The Abominable Bride" foi lançado em um número limitado de cinemas em Hong Kong, Dinamarca e Austrália, em 2 de janeiro de 2016, na Finlândia em 3 de janeiro de 2016, uma versão completa na China em 4 de janeiro e um lançamento limitado em todo o Reino Unido e os Estados Unidos, em 5-6 de janeiro 2016 e na Itália, em 12-13 de janeiro de 2016. foi lançado no Japão em 19 de fevereiro de 2016. Em cinemas, o filme (juntamente com o bônus em curta-metragem) foi um sucesso, particularmente na China e Coreia do Sul trazendo em 5 390 000 de dólares (3.68 milhões de euros) somente no dia da estreia (4 de janeiro) na China, de acordo com o Deadline', como 1,7 milhões de pessoas no país viu o episódio. O filme arrecadou 5 milhões de dólares no último país, a Coreia do Sul. O filme arrecadou um total de CN ¥ 161 315 milhões na China, o território com a maior bilheteria. Sobre estas classificações de sucesso, da BBC Worldwide Sally de St Croix disse: "Na sequência de um forte desempenho na BBC One, o programa tem visto agora um sucesso multimilionário nas bilheterias sul-coreanas e chinesas - uma conquista notável para um programa de TV britânico." O filme arrecadou 578 109 de dólares dos Estados Unidos em sua semana de estreia no Japão. A exibição especial cinema já arrecadou um total de internacional de US$ 38 400 603.